# 梯旋萝卜螺
梯旋萝卜螺（学名：Radix latispira）为椎实螺科萝卜螺属的动物，是中国的特有物种。分布于黑龙江、吉林、辽宁、内蒙古、河北等地，主要生活于池塘、湖泊以及缓流的小溪。